# Acromastigum inaequilaterum
Acromastigum inaequilaterum là một loài rêu tản trong họ Lepidoziaceae. Loài này được (Lehm. & Lindenb.) A. Evans miêu tả khoa học lần đầu tiên năm 1934.